# Fens
Fens ali Fenlands v vzhodni Angliji so naravno močvirnato območje z bogato ekologijo in številnimi vrstami. Večino močvirja so izsušili pred stoletji, kar je povzročilo ravno, suho, nizko ležečo kmetijsko regijo, ki jo podpira sistem odtočnih kanalov in umetnih rek (nasipi in odtoki) ter avtomatiziranih črpališč. Ta melioracija je imela nenamerne posledice, saj se je gladina zemlje še naprej zniževala, nasipi pa so bili zgrajeni višje, da bi jo zaščitili pred poplavami.
Fen je lokalni izraz za posamezno območje močvirja ali nekdanjega močvirja. Označuje tudi vrsto močvirja, značilnega za območje, ki ima nevtralno ali alkalno vodo in razmeroma velike količine raztopljenih mineralov, vendar malo drugih rastlinskih hranil.
Močvirja so območje nacionalnega značaja, ki temelji na njihovi krajini, biotski raznovrstnosti, geodiverziteti in gospodarski dejavnosti.
Fens leži v notranjosti Washa in je območje, veliko skoraj 3900 km² na jugovzhodu Lincolnshirea, večini Cambridgeshirea in v večini delov Norfolka in Suffolka.
Večina močvirja leži nekaj metrov nad morsko gladino. Tako kot pri podobnih območjih na Nizozemskem je bil večji del Fenlanda prvotno sestavljen iz sladkovodnih ali slanovodnih mokrišč. Te so umetno izsušili in jih še naprej varujejo pred poplavami z odvodnimi brežinami in črpalkami. S podporo tega drenažnega sistema je Fenland postal glavna obdelovalna kmetijska regija za žita in zelenjavo. Barje je še posebej rodovitno, saj obsega približno polovico kmetijskih zemljišč razreda 1 v Angliji.
Fens se imenuje »sveta dežela Angležev« zaradi nekdanjih samostanov, zdaj cerkva in stolnic, Crowland, Ely, Peterborough, Ramsey in Thorney. Druga pomembna naselja v Fensu so Boston, Downham Market, Mildenhall, March, Spalding in Wisbech.

## Ozadje: zgodovinske poplave in odvodnjavanje
Barje je zelo nizko ležeče v primerjavi s krednimi in apnenčastimi vzpetinami, ki jih obdajajo – na večini krajev ne več kot 10 metrov nad morsko gladino. Zaradi izsuševanja in kasnejšega krčenja šotnih barij številni deli barij zdaj ležijo pod srednjo gladino morja. Čeprav je en pisec v 17. stoletju opisal Fenland kot povsem nad morsko gladino (v nasprotju z Nizozemsko), območje zdaj vključuje najnižjo deželo v Združenem kraljestvu. Holme Fen v Cambridgeshiru je približno 2,75 metra pod morsko gladino. Znotraj Fensov je nekaj gričev, ki so jih v zgodovini imenovali 'otoki', saj so ostali suhi, ko so bila nizko ležeča barja okoli njih poplavljena. Največji med močvirskimi otoki je bil 60 km² velik otok Kimmeridge Clay, na katerem je bilo zgrajeno mesto Ely: njegova najvišja točka je 39 metrov nad srednjo gladino morja.
Brez umetnega odvodnjavanja in zaščite pred poplavami bi bila močvirja izpostavljena občasnim poplavam, zlasti pozimi zaradi velike obremenitve vode, ki teče z gorja in preliva reke. Nekatera območja Fens so bila nekoč stalno poplavljena, kar je povzročilo jezera ali morja, medtem ko so bila druga poplavljena le v obdobjih visoke vode. V predmodernem obdobju je bilo poljedelstvo omejeno na višja območja okoliških vzpetin, močvirskih otokov in tako imenovanih Townlands, loka mulja okoli Washa, kjer so imela mesta svoja polja. Čeprav so bila ta zemljišča pred začetkom krčenja šote nižja od šotnih barij, so srednjeveški kmetje povrnili stabilnejša muljasta tla in jih nasipali pred kakršnimi koli poplavami, ki prihajajo s šotnih območij ali z morja. Preostali del Fenlanda je bil namenjen pastirskemu kmetijstvu, ribolovu, kokošarstvu in nabiranju trstičja ali šaša za slamo. Na ta način so bili srednjeveški in zgodnji novoveški Fensi v nasprotju s preostalo Anglijo, ki je bila predvsem poljedelska regija.
Od pojava sodobne drenaže v 19. in 20. stoletju so se Fens korenito spremenili. Danes je poljedelstvo skoraj v celoti nadomestilo pašništvo. Gospodarstvo Fensa je veliko vloženo v pridelavo poljščin, kot so žita, zelenjava in nekateri tržni pridelki, kot je oljna ogrščica.
Drenaža v Fenlandu je sestavljena iz rečne drenaže in notranje drenaže zemljišča med rekama. Notranje odvodnjavanje je bilo organizirano po nivojih ali okrožjih, od katerih vsaka vključuje barske dele ene ali več župnij. Podrobnosti o organizaciji se razlikujejo glede na zgodovino njihovega razvoja, vendar področja vključujejo:
- Great Level of the Fens je največja močvirna regija v vzhodni Angliji: vključno z nižjimi drenažnimi bazeni rek Nene in Great Ouse pokriva približno 1300 km². Znana je tudi kot Bedfordska ravan po Francisu Russellu, 4. grofu Bedfordskemu, ki je vodil tako imenovane pustolovce (investitorje) pri izsuševanju tega območja v 17. stoletju; njegov sin je postal prvi guverner Bedford Level Corporation. V 17. stoletju je bil Great Level razdeljen na severni, srednji in južni del zaradi upravljanja in vzdrževanja. V 20. stoletju so te ravni dobile nove meje; vključevali so nekaj barij, ki nikoli niso bili del pristojnosti Bedford Level Corporation.
  - Južna raven leži jugovzhodno od Ouse Washes in obdaja Ely, kot je to bilo v 17. stoletju.
  - Srednja raven leži med Ouse Washes in Nene, vendar je bila zgodovinsko opredeljena kot med Ouse Washes in Morton's Leam, kanalom iz 15. stoletja, ki poteka severno od mesta Whittlesey.
  - Severna raven zdaj vključuje vsa močvirja v Cambridgeshiru in Lincolnshiru med Nene in reko Welland. Prvotno je vključevalo le majhen del teh dežel, vključno s starodavnima župnijama Thorney in Crowland, vendar brez večine Wisbech Hundred in Lincolnshirea, ki sta bili pod lastno lokalno jurisdikcijo.[10]

- Deeping Fen v južnem delu Lincolnshira leži med rekama Welland in reko Glen s pritokom Bourne Eau.
- Okrožje Black Sluice, katerega velik del je bil znan kot Lindsey Level, ko so ga leta 1639 prvič izsušili, se razteza od Glen in Bourne Eau do Swinesheada. Njena voda se prenaša v Haven v Bostonu.

Zgoraj našteto je bilo po državljanski vojni (1642–1649) nekoč znova izčrpano.
- The Witham Commission Fens:
  - Prvo okrožje: od Washingborougha do Billinghay Dalesa
  - Drugo okrožje: Blacksluice – Holland Fen
  - Tretje okrožje: severno od reke Witham nad Bardneyjem
  - Četrto okrožje: East, West in Wildmore Fens ter Townland od Bostona do Wainfleeta
  - Peto okrožje: Kyme Eau do Billinghay Skirtha
  - Šesto okrožje: Blacksluice – Helpringham Eau do Kyme Eau

Te so bile v 18. in 19. stoletju izsušene.

## Nastanek in geografija
Ob koncu najnovejšega ledeniškega obdobja, v Veliki Britaniji znanega kot devens, pred 10.000 leti, je Veliko Britanijo in celinsko Evropo združil greben med Frizijo in Norfolkom. Topografija dna Severnega morja kaže, da so se reke južnega dela vzhodne Anglije izlivale v Ren, od tod skozi Rokavski preliv. Od Fensa proti severu vzdolž sodobne obale je drenaža tekla v severno morsko kotlino. Ko se je led stopil, je dvig morske gladine utopil nižje predele, kar je na koncu pripeljalo do sedanje obale.
Ta naraščajoča morska gladina je poplavila prej celinske gozdove porečja Fenland; v naslednjih nekaj tisoč letih so se tako razvila slanovodna in sladkovodna mokrišča. Mulj in glinena tla so morske poplave odložile na območjih slane vode in ob strugah rek s plimovanjem, medtem ko so se organska tla ali šote razvila v sladkovodnih močvirjih. Gladina Fenlanda je dosegla vrh v železni dobi; prejšnje bronaste in neolitske naselbine so prekrile usedline šote in so jih odkrili šele pred kratkim, ko so jih razkrila obdobja obsežnih suš. V rimskem obdobju se je vodostaj ponovno znižal. Naselja so se razvila na novih meljastih tleh, ki so se odložila blizu obale. Čeprav se je gladina v zgodnjem srednjem veku ponovno dvignila, so do takrat umetne brežine zaščitile obalna naselja in notranjost pred nadaljnjim nalaganjem morskega mulja. Šote so se še naprej razvijale v sladkovodnih mokriščih notranjih barij.
Mokrišča močvirja so v preteklosti vključevala:
- Suhe struge: to so mesta, kot so plimske blatne ravnice in pletene reke, ki so včasih izpostavljene, drugič prekrite z vodo.
- Slani travnik: to je višji del plimovanja, na katerem so rasle na slano prilagojene rastline.
- Fen: to je široko območje plitve vode, bogate s hranili, v kateri odmrle rastline ne razpadejo v celoti, kar ima za posledico floro vzniklih rastlin, ki rastejo v nasičeni šoti.
- Moor: vrsta barja ki se je razvilo, kjer je šota rasla nad dosegom kopenske vode, ki je prenašala hranila v močvirje. Njegov razvoj je bil omogočen tam, kjer so močvirje namakale neposredno padavine. Rahlo kislo deževje je iz šote izpralo hidroksidne ione, zaradi česar je bila primernejša za kisloljubne rastline, predvsem vrste Sphagnum. To je isto kot barje, vendar je bila beseda barje uporabljena za to kislo šotišče, ki se pojavlja na hribih. Ta barja so izginila v 19. stoletju. Raziskovalci niso mislili, da je Fenland imel to vrsto šote, vse do odkritja arheoloških in dokumentarnih dokazov, ki kažejo, da je imela do zgodnjega 19. stoletja.
- Vode: te vključujejo:
  - plimski potoki, ki so segali iz morja v močvirje, townlands in ponekod v močvirje. Imenovali so jih le, če so bili dovolj veliki, da so veljali za zatočišča
  - plitva jezera, ki so bila bolj ali manj statična, a prezračena zaradi delovanja vetra
  - številne reke, tako naravne kot (od rimskih časov naprej) umetne

Glavna območja poselitve so bila:
- Townlands, širok breg mulja (ostanki ogromnih potočnih nasipov, ki so se naravno razvili v bronasti in železni dobi), na katerem so naseljenci zgradili domove in gojili zelenjavo za gospodinjstva
- močvirski otoki: območja višjega kopnega, ki nikoli niso bila prekrita z rastočo šoto
- robovi močvirja: vzpetine, ki obdajajo močvirja

Na splošno je od treh glavnih vrst prsti, ki jih danes najdemo v Fenlandu, mineralno osnovan mulj posledica energičnega morskega okolja potokov, glina se je nalagala v plimskih blatnih ravninah in slanih travnikih, medtem ko je šota rasla v močvirje in barje. Šota proizvaja črne prsti, ki so neposredno primerljive z ameriškimi blatnimi prstmi. Posušena dvignjena struga vodotoka je primernejša za gradnjo kot manj stabilna šota.
Od 19. stoletja je vsa kisla šota v Fensu izginila. Sušenje in izguba šote je močno zmanjšala globino alkalnih šotnih tal in zmanjšala celotno nadmorsko višino velikih površin šotnih barij. Zapisano je tudi, da so v 14. stoletju iz močvirja vzhodnega in zahodnega Lincolnshira izkopavali šoto in jo uporabljali za kurjenje solin Wrangle in Friskney. V kasnejših stoletjih so jo lokalno uporabljali za zimsko gorivo, njeno kopanje pa je nadzorovalo vojvodstvo Lancaster.
Pisni zapisi o potresih na območju Fena se pojavijo že leta 1048. Po Historia Ingulfi, str. 64, (1684) se je zgodilo v Lincolnshiru. Leta 1117 je en prizadel Holland, Lincs, »ogrozil in poškodoval opatijo Crowland«. Leta 1185 je bil poškodovan Lincoln. Leta 1448 je bil zabeležen šok v južnem Lincolnshiru (Ingulfi, str. 526). Leta 1750 John Moore posname hud šok, ki ga spremlja ropotanje v Bournu po poldnevu. To so čutili v Lincolnshiru, Leicestershiru in Northamptonshiru. Hiše so se majale, padali so skrilavci, strešniki in nekaj dimnikov. Ker je bila nedelja, je nekaj ljudi »pretreseno« zbežalo iz cerkva. Leta 1792 so v Bournu in sosednjih mestih čutili nov sunek.

## Zgodovina

### Predrimska naselbina
Obstajajo dokazi o človeški poselitvi v bližini Fensa od mezolitika dalje. Dokazi kažejo, da je bila mezolitska naselbina v Cambridgeshiru zlasti ob robovih močvirja in na nizkih otokih znotraj močvirja, da bi izkoristili možnosti lova in ribolova v mokriščih. Mednarodno pomembna mesta so Flag Fen in kamnolom Must Farm, bronastodobno naselje in Stonea Camp.

### Rimsko kmetijstvo in inženirstvo
Rimljani so zgradili Fen Causeway, cesto čez Fens, da bi povezali to, kar je pozneje postalo Vzhodna Anglija, s tem, kar je kasneje postalo osrednja Anglija; poteka med Denverjem in Peterboroughom. Povezali so tudi Cambridge in Ely. Na splošno se je njihov cestni sistem izogibal Fensu, razen manjših cest, namenjenih izvozu proizvodov iz regije, zlasti soli, govedine in usnja. Ovce so verjetno gojili na višjih legah Townlands in barskih otokih, tako kot v začetku 19. stoletja. V rimskem obdobju je morda prišlo do nekaterih prizadevanj za odvodnjavanje, vključno z nasipom Car Dyke vzdolž zahodnega roba Fenlanda med Peterboroughom in Lincolnshirom, vendar je bila večina kanalov zgrajena za prevoz.
Kako daleč proti morju je segala rimska naselbina, ni jasno zaradi nanosov, ki so se nad njimi odložili med kasnejšimi poplavami.

### Zgodnje po-rimske naselbine
Zgodnje porimske naselbine so nastale na Townlandih. Jasno je, da je bilo tam nekaj blaginje, zlasti tam, kjer so reke omogočale dostop do vzpetin onstran močvirja. Takšni kraji so bili Wisbech, Spalding, Swineshead in Boston. Vse mestne župnije so bile postavljene kot podolgovati trakovi, da bi zagotovili dostop do proizvodov močvirja in morja. Na robu močvirja so župnije podobno podolgovate, da omogočajo dostop do vzpetin in močvirja. Okraji so torej pogosto bližje drug drugemu kot pa oddaljene kmetije v svojih župnijah.

### Zgodnji srednji vek in srednji vek
Po koncu Rimske Britanije pride do prekinitve pisnih zapisov. Menijo, da so se nekateri Iceni morda preselili na zahod v Fens, da bi se izognili Anglom, ki so se selili čez Severno morje iz Angelna (sodobni Schleswig) in naselili tisto, kar je kasneje postalo Vzhodna Anglija. Obkroženi z vodo in močvirji, so Fens zagotavljali varno območje, ki ga je bilo zlahka braniti in ni bilo posebej zaželeno za napadalce Anglosase.
Predlagano je bilo, da imena West Walton, Walsoken in Walpole nakazujejo na domorodno britansko prebivalstvo, pri čemer Wal prihaja iz stare angleščine walh, kar pomeni 'tujec'. Vendar pa so vasi v neposredni bližini starega rimskega morskega obzidja, zato je element wal bolj verjetno iz wal ali weal, kar pomeni 'zid'. Na splošno velja, da Walton pomeni 'obzidano mesto', Walsoken pomeni »okrožje pod posebno jurisdikcijo ob obzidju«, Walpole pa preprosto 'pol obzidja' (staroangleško wal in pal).
Ko se v anglosaški Angliji znova pojavijo pisni zapisi, so imena številnih ljudstev Fens zapisana v plemenski hidage in krščanski zgodovini. Vključujejo North Gyrwe (Peterborough in Crowland), South Gyrwe (Ely), Spalda (Spalding) in Bilmingas (del južnega Lincolnshirea).
V zgodnjem krščanskem obdobju anglosaške Anglije je veliko kristjanov iskalo osamitev, ki jo je bilo mogoče najti v divjini Fens. Kasneje razvrščeni kot svetniki, pogosto s tesnimi kraljevskimi povezavami, vključujejo Guthlaca, Eteldredo, Pego in Wendredo. Puščavniki na otokih so postali središča skupnosti, ki so se kasneje razvile kot samostani z ogromnimi posestmi. V Življenju svetega Guthlaca, biografiji vzhodnoanglijskega puščavnika, ki je živel v Fensu v zgodnjem 8. stoletju, je bil sv. Guthlac opisan kot večkrat napaden s strani ljudi, za katere je verjel, da so bili Briti, ki so takrat živeli v Fensu. Vendar Bertram Colgrave v uvodu ene izdaje dvomi o tem, ker ni dokazov o britskem preživetju v regiji. Britskih krajevnih imen na tem območju je »zelo malo«.
Samostansko življenje je bilo moteno zaradi danskih (anglosaških) napadov in stoletij naseljevanja od 6. stoletja, vendar je bilo oživljeno v samostanskem preporodu sredi 10. stoletja. V 11. stoletju je bilo celotno območje vključeno v združeno anglosaško Anglijo. Fens je ostal kraj zatočišča in spletk. Tu so pripeljali Alfreda Etelinga, da bi ga umorili, in tukaj je Hereward the Wake osnoval svoj upor proti normanski Angliji.
Fenlandske samostanske hiše vključujejo tako imenovanih Fen Five (Samostan stolnice Ely, samostan Thorney, samostan Croyland, Romsey Abbey in samostan Peterborough) kot tudi samostan Spalding. Samostani so kot veliki posestniki igrali pomembno vlogo pri zgodnjih prizadevanjih za izsuševanje Fensov.

#### Kraljevski gozd
Večji del 12. stoletja in v začetku 13. stoletja so bila močvirja južnega Lincolnshira pogozdena. Območje je bilo obdano s linijo od Spaldinga, vzdolž reke Welland do Market Deepinga, nato vzdolž Car Dykea do Dowsbyja in čez močvirja do Wellanda. V začetku 13. stoletja so ga izkrčili. O natančnih datumih ustanovitve in propada gozda ni veliko soglasja, vendar se zdi verjetno, da je bilo krčenje gozdov povezano z Magno Carto ali eno od njenih ponovnih izjav iz zgodnjega 13. stoletja, čeprav se je morda zgodilo šele leta 1240. Gozd bi vplival na gospodarstva okoliških mestnih območij in zdi se, da je bil sedanji Bourne Eau zgrajen v času krčenja gozdov, saj se zdi, da se je mesto pridružilo splošni blaginji okoli leta 1280.
Čeprav je bil gozd približno polovica na Holland (Lincolnshire) in polovica v Kestevenu, je znan kot Kestevenski gozd.

## Izsuševanje Fens

### Zgodnji moderni poskusi izsušitve Fensov
Čeprav so ohranjeni nekateri znaki rimske hidravlike in je bilo tudi nekaj srednjeveških drenažnih del, so se resno lotili izsuševanja zemljišč v 1630-ih različni investitorji, ki so imeli za to sklenjene pogodbe s kraljem Karlom I.. Vodja enega od teh sindikatov je bil grof Bedfordski, ki je kot inženirja zaposlil Corneliusa Vermuydena. V nasprotju s splošnim prepričanjem Vermuyden ni sodeloval pri izsuševanju Great Fen v Cambridgeshiru in Norfolku v 1630-ih, ampak se je vključil v drugo fazo gradnje šele v 1650-ih. Shema je bila uvedena kljub velikemu nasprotovanju domačinov, ki so izgubljali svoje preživetje na podlagi ribolova in divjih ptic. Fenmeni, znani kot Fen Tigers, so poskušali sabotirati prizadevanja za izsuševanje.
Za združitev reke Great Ouse z morjem pri King's Lynnu sta bila v Cambridgeshire Fens narejena dva vreza – reka Old Bedford in reka New Bedford, slednja je znana tudi kot Hundred Foot Drain. Oba poseka sta dobila ime po četrtem grofu Bedfordskem, ki je skupaj z nekaterimi gospodi pustolovci (tveganimi kapitalisti) financiral gradnjo in bil nagrajen z velikimi nepovratnimi sredstvi pridobljenih kmetijskih zemljišč. Delo so vodili inženirji iz Nizozemskih dežel. Po tem začetnem izsuševanju je bil Fens še vedno zelo dovzeten za poplave, zato so bile za črpanje vode s prizadetih območij uporabljene vetrne črpalke. Company of Adventurers je bila bolj uradno ustanovljena leta 1663 kot Bedford Level Corporation.
Vendar je bil njihov uspeh kratkotrajen. Ko je voda odtekla, se je šota skrčila in polja so se še bolj znižala. Bolj kot so jih učinkovito izsušili, hujši je bil problem in kmalu so bila polja nižja od okoliških rek. Konec 17. stoletja je bilo kopno spet pod vodo.
Čeprav so tri ravni Bedforda skupaj tvorile največjo shemo, niso bile edine. Lord Lindsey in njegov partner sir William Killigrew sta leta 1638 dala Lindsey Level naseliti s kmeti, vendar je začetek državljanske vojne dovolil uničenje del do leta 1765 parlamentarnega akta, ki je privedel do ustanovitve Black Sluice Commissioners.
Številne originalne evidence Bedford Level Corporation, vključno z zemljevidi nivojev, zdaj hrani Cambridgeshire Archives and Local Studies Service pri County Record Office v Cambridgeu.

### Sodobna drenaža
Večji del izsušitve Fensa je bil izveden v poznem 18. in zgodnjem 19. stoletju, kar je spet vključevalo ostre lokalne nemire in sabotaže del. Končni uspeh je prišel v 1820-ih, ko so vetrne črpalke nadomestili zmogljivi parni stroji na premog, kot je Stretham Old Engine, ki so bili zamenjani s črpalkami na dizelski pogon, kot so tiste v muzeju Prickwillow in po drugi svetovni vojni majhne električne postaje, ki se uporabljajo še danes.
Odmrla vegetacija šote je ostala nerazpadla, ker ji je bil odvzet zrak (šota je anaerobna). Ko so jo izsušili, je vanjo prišel kisik iz zraka, od takrat šota počasi oksidira. To, skupaj s krčenjem ob njenem začetnem sušenju in odstranjevanjem zemlje zaradi vetra, je pomenilo, da velik del Fensov leži pod nivojem visoke plime. Ker so najvišji deli izsušenega barja zdaj le nekaj metrov nad srednjo gladino morja, samo obsežni nasipi rek in splošna obramba pred poplavami preprečujejo poplavljanje zemlje. Kljub temu so ta dela zdaj veliko bolj učinkovita, kot so bila.
Fens je danes zaščiten s 97 km nasipov, ki ščitijo pred morjem, in 154 km rečnih nasipov. Enajst skupin za notranje odvodnjavanje (IDB) vzdržuje 286 črpališč in 6100 km vodotokov, s skupno zmogljivostjo črpanja 16.500 olimpijskih bazenov v 24-urnem obdobju ali praznjenja Rutland Water v 3 dneh.

## Sodobno kmetovanje in proizvodnja hrane v Fensu
Od leta 2008 se ocenjuje, da je v Fensu 4000 kmetij, ki se ukvarjajo s poljedelstvom in vrtnarstvom, vključno s poljedelstvom, živinorejo, perutnino, mlekom, sadovnjaki, zelenjavo ter okrasnimi rastlinami in cvetjem. Redno in sezonsko zaposlujejo okoli 27.000 ljudi. Po drugi strani pa podpirajo približno 250 podjetij, ki se ukvarjajo s proizvodnjo in distribucijo hrane in pijače ter zaposlujejo približno 17.500 ljudi.
Več kot 70 % Fensa je vključenih v sheme skrbništva nad okoljem, v okviru katerih se upravlja 430 km žive meje in 2860 km jarkov, ki zagotavljajo velike koridorje za divje živali in habitat za ogrožene živali, kot je vodna voluharica.

## Obnova
Leta 2003 se je začel projekt Great Fen, da bi dele močvirja vrnili v prvotno stanje pred poljedelstvom. Občasne poplave Severnega morja, ki so obnovile značaj Fenlands, je Encyclopædia Britannica iz leta 1911 konvencionalno označila kot »opustošena z resnimi poplavami morja«. Sodoben pristop je dovoliti, da se nekaj kmetijskih površin ponovno poplavi in spremeni v naravne rezervate. Organizatorji projekta upajo, da bodo z uvedbo sladke vode spodbudili vrste, kot so kozica (Gallinago gallinago), priba (Vanellus vanellus) in velika bobnarica (Botaurus stellaris). Ogrožene vrste, kot je modra vijolica (Viola elatior), bodo posejane.
Fens Waterways Link je shema za obnovitev plovbe do nekaterih drenažnih del. Načrtovano je, da se južni 40-metrski odtok in deli avtomobilskega nasipa začnejo uporabljati kot del poti med Bostonom in Cambridgeom.